# Municipio de Pungarabato
El municipio de Pungarabato (del purépecha: pungare, huato ‘plumaje, cerro’‘Cerro de plumaje’) es uno de los 85 municipios que integran el estado de Guerrero, en México. Forma parte de la región de Tierra Caliente de la entidad y su cabecera es Ciudad Altamirano.

## Toponimia
Según las relaciones geográficas de la diócesis de Michoacán, la palabra Pungarabato deriva de los vocablos purépechas y de la lengua tarasca: Pungari o Pungare, que significa pluma o plumaje y huato, que quiere decir "cerro"; en conjunto se traduce como “cerro plumado”, “cerro con plumas” o cerro de plumaje.  Dice Crónicas de Tierra Caliente del Ing. Alfredo Mundo Fernández que por Decreto del gobernador de Guerrero J. Inocente Lugo en 1936, se le cambia el nombre antiquísimo, histórico y legendario de Pungarabato a la cabecera municipal por el de Ciudad Altamirano, quedando solamente al municipio. Hoy muchas personas expresan su desacuerdo pues prefieren aquel precioso nombre tarasco que solamente esa población lo tuvo, distinguiéndose en la Colonia por haber sido el Centro Misional y residencia de fray Juan Bautista Moya, el Apóstol de Tierra Caliente.

## Geografía

### Localización y extensión
El municipio de Pungarabato se localiza al noroeste del estado de Guerrero, en la región de Tierra Caliente y en las coordenadas geográficas 18°25’ de latitud norte y los 100°31’ y 100°43’ de longitud oeste. Limita al norte con el estado de Michoacán y el municipio de Cutzamala de Pinzón; al sur con los municipios de Tlapehuala, Ajuchitlán del Progreso y Coyuca de Catalán; al oeste también con Coyuca de Catalán y al este con Tlapehuala. Posee una superficie territorial total de 212.3 kilómetros cuadrados que representan un 0.33% del total de la superficie estatal.

### Orografía e hidrografía
El municipio se encuentra compuesto por tres tipos de relieve. El relieve accidentado, donde las alturas varían de 400 hasta 1,050 metros sobre el nivel del mar, abarca un 20% del territorio. Algunas de las principales elevaciones son el cerro del Carrizo, La Campana, Pueblo Viejo, Tres Piedras, El Banquito, El Tecolote y La Minería. El relieve de tipo semiplano cubre un 10% de la superficie municipal y se encuentra formado mayoritariamente por lomeríos con pendientes de relieve suave. Las zonas planas son las más extensas al abarcar un 70% del municipio, están formadas por valles que forman los ríos Cutzamala y Balsas.
El territorio del municipio forma parte de la región hidrológica del Balsas, en su cuenca Río Balsas-Zirándaro. Algunos ríos de importancia son el Balsas y Cutzamala, arroyos como El Chacamero, afluente del Cutzamala, poseen caudal permanente. Otros arroyos en el municipio son Correra, Pinzas, Los Muertos y Huirunche.

### Climas y ecosistemas
Particularmente, el municipio de Pungarabato es muy caluroso al experimentar un clima de tipo Cálido Subhúmedo con lluvias en Verano con una temperatura promedio que varía de los 26 a 28 °C. Cabe señalar que la temperatura es un elemento muy variable en la región; durante en invierno, en meses como diciembre, el termómetro llega a descender a 25 °C como mínima y 26 °C como máxima, y en verano, en meses como mayo se dan temperaturas de 36 °C en la mínima y el 40 °C en la máxima. Las lluvias son abundantes entre los meses de junio y septiembre registrándose una precipitación pluvial promedio de 1000 a 1,100 mm al año.
Respecto a la flora existente en el territorio, abunda la de tipo acuática debido a que el municipio se encuentra rodeado por ríos, y en una pequeña porción la de Selva Baja Caducifolia. También se da en partes del oeste la agricultura de temporal. Hay dos tipos de árboles que destacan en el municipio por su utilización como recurso natural. Uno de ellos, es el cascalote que se utiliza para curtir pieles, otro es el cacahuananche que se utiliza para la fabricación de un tipo de jabón. Respecto a la fauna, las diferentes especies de animales que mayoritariamente existen en Pungarabato son el coyote, venado, conejo, zarigüeya, mapache, liebre, víbora de cascabel, cuinique, armadillo, gato montés, entre otros más.

## Demografía

### Población
Conforme al Censo de Población y Vivienda 2010 realizado por el Instituto Nacional de Estadística y Geografía (INEGI) con fecha censal del 12 de junio de 2010, el municipio de Pungarabato tenía hasta ese año un total de 37 035 habitantes, de los cuales, 17 921 eran hombres y 19 114 eran mujeres.

### Localidades
En el censo de 2020 el municipio de Pungarabato contaba con 28 localidades.
| Código INEGI    | Localidad                  | Población (2020) |
| --------------- | -------------------------- | ---------------- |
| 120500001       | Ciudad Altamirano          | 25 850           |
| 120500016       | Tanganhuato                | 3 264            |
| 120500012       | Querendas                  | 1 604            |
| 120500015       | Sinahua                    | 1 416            |
| 120500014       | Santa Bárbara              | 1 057            |
| 120500017       | Tierra Blanca              | 1 034            |
| 120500005       | Chacamerito                | 780              |
| 120500010       | Los Limones                | 649              |
| 120500002       | La Bolsa                   | 629              |
| 120500009       | Las Juntas de Chacámero    | 540              |
| 120500006       | Chacámero Grande           | 404              |
| 120500008       | Jario y Pantoja            | 389              |
| 120500011       | Placeritos                 | 334              |
| 120500020       | Santa Bárbara              | 201              |
| 120500004       | La Conchita                | 119              |
| 120500003       | El Cohete                  | 65               |
| 120500044       | Barrio San Judas           | 56               |
| 120500040       | La Lomita Dos Oriente      | 30               |
| 120500049       | El Ranchito                | 16               |
| 120500043       | Rancho Santa Fátima        | 10               |
| 120500046       | Quiríricua                 | 8                |
| 120500047       | Arroyo de la Caja          | 8                |
| 120500033       | Huerta de Paco Orrosquieta | 4                |
| 120500042       | Rancho el Tecolote         | 3                |
| 120500037       | Rancho el Herradero        | 2                |
| 120500022       | Itzímbaro                  | 1                |
| 120500048       | Curva de Changata          | 1                |
| Total municipal | Total municipal            | 38 474           |

## Política y gobierno

### Administración municipal
El gobierno del municipio está conformado por un ayuntamiento, integrado por un presidente municipal, un síndico procurador, cuatro regidores de mayoría relativa y dos regidores de representación proporcional. Todos son electos mediante una planilla única para un periodo de tres años no renovables para el periodo inmediato, pero si de manera no continúa. Actualmente el municipio es gobernado por el Partido Revolucionario Institucional (PRI) luego de haber triunfado en las elecciones estatales de 2021.

### Representación legislativa
Para la elección de los Diputados locales al Congreso de Guerrero y de los Diputados federales a la Cámara de Diputados de México, Pungarabato se encuentra integrado en los siguientes distritos electorales:
Local:
- XVIII Distrito Electoral Local de Guerrero con cabecera en Ciudad Altamirano.[15]

Federal:
- I Distrito Electoral Federal de Guerrero con cabecera en Ciudad Altamirano.[16]

### Cronología de presidentes municipales
| Período   | Presidente municipal                     |
| 1960-1962 | Víctor Hugo Cortés Macedonio             |
| 1963-1965 | José Díaz Arias                          |
| 1965      | Pedro Orrostieta (interinato)            |
| 1966-1968 | Carlos Santamaría Cervantes              |
| 1969-1971 | Carlos Mercado Mariano                   |
| 1972-1974 | Crisógono Díaz Arias                     |
| 1975-1977 | José Aceves Chávez                       |
| 1978-1980 | Napoleón Mercado Díaz                    |
| 1981-1983 | Tirso Castillo Molina                    |
| 1984-1986 | Juan Albarrán Castañeda                  |
| 1987-1989 | Eduardo Bahena Bahena                    |
| 1990-1993 | Héctor Santamaría Pineda                 |
| 1993-1996 | Enrique Robles Romero                    |
| 1994      | Sonia Fernández C. (interinato)          |
| 1996      | Francisco Mendoza Molina (interinato)    |
| 1996-1999 | Víctor Adolfo Mojica Wences              |
| 1999-2002 | Ángel Pérez Navarro                      |
| 2002-2005 | Ambrosio Soto Duarte                     |
| 2005-2008 | Víctor Adolfo Mojica Wences              |
| 2009-2012 | Gustavo Adolfo Juanchi Quiñones          |
| 2012      | Jesús Castillo Romero (interinato)       |
| 2012-2015 | Reynel Rodríguez Muñoz                   |
| 2015-2016 | Ambrosio Soto Duarte                     |
| 2016      | Lucila Benítez Brito (interinato)        |
| 2016-2018 | Daniel Basulto De Nova                   |
| 2018-2021 | Reynel Rodríguez Muñoz                   |
| 2021      | Antonio Villafuente Vázquez (interinato) |
| 2021-2024 | Cuauhtémoc Mastachi Aguario              |
| 2024-2027 | Brenda Janeth Núñez Peñaloza             |